# دومنیک راب
دومنیک راب (انگلیسی:  Dominic Rennie Raab؛ زادهٔ ۲۵ فوریهٔ ۱۹۷۴) سیاست‌مدار بریتانیایی است که قائم‌مقام نخست‌وزیر بریتانیا در کابینه ریشی سوناک بود. وی همچنین وزیر برگزیت در کابینه ترزا می بود. او در حزب خود یک دست‌راستی به‌شمار می‌رود که به آزادی‌های مدنی علاقه‌مند است. علاوه بر این بوریس جانسون نخست‌وزیر بریتانیا در کابینه جدید خود در ۲۴ ژوئیه ۲۰۱۹ عنوان ارشد صدر وزرا را به دومینیک راب اعطا کرد.
دومینیک راب یکی از متحدان نزدیک ریشی سوناک است. آقای سوناک اجازه داد تا او در طول تحقیقات اخیر همچنان در سمت معاونت نخست وزیر باقی بماند.
او قائم‌مقام نخست‌وزیر بریتانیا بود. اما در  ۲۱ آوریل ۲۰۲۳ در پی اتهام زورگویی به کارمندان استعفا کرد.

## زندگی شخصی
راب با اریکا ری، مدیر بازاریابی برزیل که برای گوگل کار می‌کند ازدواج کرده‌است. آنها دو فرزند دارند و در تامز دیتون، ساری زندگی می‌کنند. راب کمربند مشکی و دان سوم در کاراته دارد.